# 巌窟王 (1961年の映画)
『巌窟王』（がんくつおう、Le Comte de Monte-Cristo）は、1961年に公開されたフランスの映画。アレクサンドル・デュマの同名小説を映画化した作品。監督はクロード・オータン＝ララ。出演はルイ・ジュールダンやイヴォンヌ・フルノーなど。
フランスでは、同年公開の映画で7番目に人気のある映画となった。

## キャスト
※日本語吹替はテレビ版（初回放送1970年1月4日『日曜洋画劇場』）
- エドモン・ダンテス／モンテ・クリスト伯: ルイ・ジュールダン（吹替: 納谷悟朗）
- メルセデス: イヴォンヌ・フルノー（吹替: 小原乃梨子）
- ヴィルフォール: ベルナール・デラン（フランス語版）（吹替: 前川功人）
- カドルッス: ピエール・モンディ（フランス語版）（吹替: 細井重之）
- モレル: ロルダーノ・ルピ（イタリア語版）
- エドモンの父: アンリ・ヴィルベール（フランス語版）
- マリオ: フランコ・シルバ（イタリア語版）
- ファリア神父: アンリ・ギソル（フランス語版）
- モルセール: ジャン・クロード・ミシェル（フランス語版）（吹替: 島宇志夫）

## スタッフ
- 監督: クロード・オータン＝ララ
- 製作: ルネ・モディアノ、ジャン＝ジャック・ヴィタル（フランス語版）、アラン・ポワレ（フランス語版）
- 原作: アレクサンドル・デュマ『モンテ・クリスト伯』
- 脚本: ジャン・アラン (脚本家)（フランス語版）
- 撮影: ジャック・ナトー（フランス語版）、ジャン・イスナール（フランス語版）
- 編集: マドレーヌ・ギュ（フランス語版）
- 音楽: ルネ・クロエレック（フランス語版）